# Adelinde Cornelissen
Adelinde Cornelissen (8 de juliol de 1979, Beilen, Drenthe) és una genet de domatge holandesa.

## Biografia
Cornelissen va ser seleccionada per representar els Països Baixos en els Jocs Olímpics de Pequín 2008 com a reserva. Va estar en l'equip original d'Anky van Grunsven, Imke Bartels i Hans Peter Minderhoud.
En el Campionat d'Europa de Domatge Clàssic de 2009 va guanyar l'or amb el seu cavall Parzival les proves per equip i individual (Grand Prix Spécial); en el Gran Premi Estil Lliure de 2010 va guanyar la medalla de plata.